# Associação Académica de Coimbra - Organismo Autónomo de Futebol
L'Associação Académica de Coimbra - Organismo Autónomo de Futebol (A.A.C. - O.A.F.), nota semplicemente come Académica, è la sezione calcistica della società polisportiva portoghese Associação Académica de Coimbra, più nota per la sua divisione di rugby a 15.
La squadra milita nella terza divisione portoghese.
Disputa le partite interne nello stadio "Città di Coimbra", che ha una capienza di 30.210 posti a sedere.

## Storia

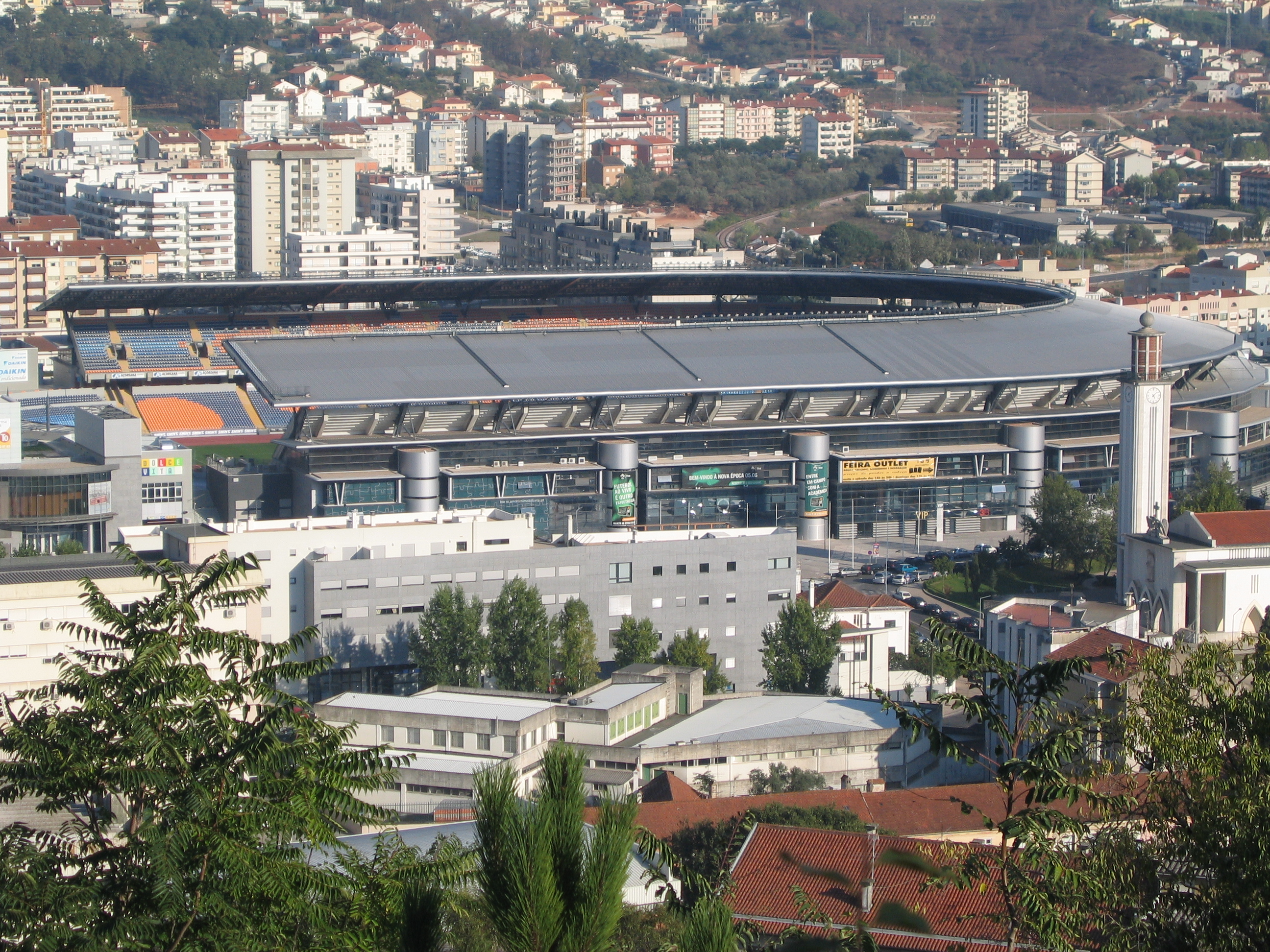
Veduta esterna dello Stadio Cidade de Coimbra

La compagine calcistica fu fondata dall'unione degli studenti dell'università di Coimbra - la Associação Académica de Coimbra - durante un periodo di cambiamento del calcio portoghese, tra gli anni settanta e ottanta, quando il calcio in Portogallo fu reso professionistico. La fondazione del club come associazione sportiva dilettantistica risale, tuttavia, già al 1887, quindi si tratta a tutti gli effetti di uno dei primi sodalizi sportivi nati in Portogallo. Per tale motivo la società è stata ammessa nel 2017 al Club of Pioneers, associazione che raccoglie i sodalizi calcistici più antichi di ogni nazione. Insieme ad altre squadre si contende il quarto posto per numero di tifosi dopo Benfica, Sporting Lisbona e Porto. L'Académica è il club storicamente legato alla vita universitaria, caratteristica che ha reso tifosi della squadra di Coimbra molti studenti provenienti da varie parti del Portogallo.
Nel 1939 la sezione calcistica dell'A. Académica de Coimbra divenne la prima vincitrice della Coppa di Portogallo. L'Associação Académica de Coimbra, l'istituzione madre dell'organizzazione calcistica autonoma e professionistica detta A.A.C. - O.A.F., compete in numerose discipline sportive sotto il medesimo logo AAC e usando le stesse divise di colore nero. Si tratta di uno dei club sportivi portoghesi con più atleti. L'Associação Académica de Coimbra - O.A.F. ha anche una sezione futsal, l'Associação Académica de Coimbra - O.A.F. (futsal). La stagione 2011-2012 vede l'Academica salvarsi grazie a un discreto 13º posto. La squadra di Coimbra però stupisce in Coppa dove diviene campione il 21 maggio 2012 sullo Sporting Lisbona dopo aver trionfato 3-0 sul Porto al quarto turno. Quindi accede alla fase a gironi dell'Europa League 2012-2013.

## Allenatori e presidenti

### Allenatori
- 1942-1944  Severiano Correia
- 1956-1958  Cândido Oliveira
- 1960-1961  Antonio Imbelloni
- 1962-1964  Pedroto
- 1964-1969  Mário Wilson
- 1968-1969  Francisco Andrade
- 1970-1971  Juca
- 1972-1974  Fernando Vaz
- 1974-1975  Francisco Andrade
- 1976-1979  Juca
- 1979-1980  Pedro Gomes
- 1980-1983  Mário Wilson
- 1982-1983  Nelo Vingada
- 1984-1988  Vítor Manuel
- 1984-1985  Jesualdo Ferreira
- 1988-1989  Oliveira
- 1989-1990  José Alberto Costa
- 1990-1991  José Rachão
- 1994-1995  Vieira Nunes
- 1996-1997  Vítor Oliveira
- 1997-1998  Henrique Calisto
- 1998-1999  Gregório Freixo
- 1999-2001  Garcia
- 2001-2002  João Alves
- 2002-2003  Artur Jorge
- 2002  Vítor Alves
- 2003-2005  Carlos Pereira
- 2005-2007  Nelo Vingada
- 2006-2007  Manuel Machado
- 2007-2009  Domingos Paciência
- 2009  Rogério Gonçalves
- 2009-2010  André Villas-Boas
- 2010  Jorge Costa
- 2010-2011  José Guilherme
- 2011  Ulisses Morais
- 2011-2013  Pedro Emanuel
- 2013-2014  Sérgio Conceição
- 2014-2015  Paulo Sérgio
- 2015  José Viterbo
- 2015-2016  Filipe Gouveia
- 2016-2017  Costinha
- 2017  Ivo Vieira
- 2017-2018  Ricardo Soares
- 2018  Quim Machado
- 2018  Carlos Pinto
- 2018-2019  João Alves
- 2019  César Peixoto
- 2019-2020  João Carlos Pereira
- 2020-2021  Rui Borges
- 2021  João Carlos Pereira
- 2021-  José Pedro Teixeira

### Presidenti
Sono elencati i presidenti del club dal 1961:
- 1961-62 Hortênsio Lopes
- 1963-64 Chorão de Aguiar
- 1965-66 Geraldo Ubach
- 1967-68 António Almeida Costa
- 1968-69 Adolfo Mesquita
- 1969-70 Aristides Mota
- 1971-72 João Moreno
- 1973-74 João Cortez Vaz
- 1974 José Couceiro
- 1975 Aurélio Dias Pereira
- 1976-77 João Cortez Vaz
- 1978-79 João Moreno
- 1980-82 Ezequiel Correia Umbelino
- 1983-90 Jorge Anjinho
- 1990-92 Mendes Silva
- 1992-95 Paulo Cardoso
- 1995 Fausto Correia
- 1995-2002 Campos Coroa
- 2003-2004 João Moreno
- dal 2004 José Eduardo Simões

## Palmarès

### Competizioni nazionali
- Coppa del Portogallo: 2

1938-1939, 2011-2012
- Segunda Divisão: 4

1948-1949 (Série B), 1972-1973 (Zona Norte), 1979-1980 (Zona Centro), 1983-1984 (Zona Centro)

### Altri piazzamenti
- Campionato portoghese:

Secondo posto: 1966-1967
- Coppa del Portogallo:

Finalista: 1923, 1950-1951, 1966-1967, 1968-1969
Semifinalista: 1938, 1943-1944, 1954-1955, 2010-2011, 2012-2013
- Coppa di Lega portoghese:

Semifinalista: 2009-2010
- Taça Ribeiro dos Reis:

Finalista: 1969-1970
Semifinalista: 1970-1971
- Taça Federação Portuguesa de Futebol:

Semifinale di Primeira Divisão
- Segunda Divisão:

Secondo posto: 1981-1982 (Zona Centro), 1982-1983 (Zona Centro), 1988-1989 (Zona Centro), 2001-2002
Terzo posto: 1996-1997

## Statistiche e record

### Partecipazione ai campionati nazionali
| Livello | Categoria                  | Partecipazioni | Debutto   | Ultima stagione | Totale |
| ------- | -------------------------- | -------------- | --------- | --------------- | ------ |
| 1º      | Primeira Liga Experimental | 4              | 1934-1935 | 1937-1938       | 60     |
| 1º      | Primeira Divisão           | 46             | 1938-1939 | 1998-1999       | 60     |
| 1º      | Primeira Liga              | 10             | 2002-2003 | 2015-2016       | 60     |
| 2º      | Segunda Divisão            | 8              | 1948-1949 | 1989-1990       | 23     |
| 2º      | Liga de Honra              | 11             | 1990-1991 | 2011-2012       | 23     |
| 2º      | Segunda Liga               | 4              | 2012-2013 | 2016-2017       | 23     |

## Organico

### Rosa 2023-2024
Aggiornata al 28 dicembre 2023.
| N. |                       | Ruolo | Calciatore      |
| -- | --------------------- | ----- | --------------- |
| 2  | Portogallo (bandiera) | D     | Diogo Costa     |
| 4  | Portogallo (bandiera) | D     | João Milagres   |
| 6  | Portogallo (bandiera) | D     | Aloísio Neto    |
| 7  | Giappone (bandiera)   | C     | Toki Hirosawa   |
| 8  | Portogallo (bandiera) | C     | André Salvador  |
| 9  | Colombia (bandiera)   | A     | Juan Perea      |
| 10 | Portogallo (bandiera) | C     | Fausto Lourenço |
| 11 | Portogallo (bandiera) | C     | David Teles     |
| 12 | Portogallo (bandiera) | D     | Vitinha         |
| 13 | Portogallo (bandiera) | D     | Diogo Amaro     |
| 16 | Portogallo (bandiera) | C     | Vasco Gomes     |
| 17 | Brasile (bandiera)    | C     | Lucas Henrique  |

| N. |                           | Ruolo | Calciatore           |
| -- | ------------------------- | ----- | -------------------- |
| 18 | Portogallo (bandiera)     | C     | Stitch               |
| 19 | Portogallo (bandiera)     | C     | Tiago Veiga          |
| 21 | Brasile (bandiera)        | A     | João Victor          |
| 22 | Portogallo (bandiera)     | D     | Francisco Ferreira   |
| 24 | Costa d'Avorio (bandiera) | C     | Dje Davilla          |
| 30 | Portogallo (bandiera)     | D     | Miguel Rodrigues     |
| 33 | Brasile (bandiera)        | C     | Vítor Gabriel        |
| 42 | Capo Verde (bandiera)     | C     | Aílson Tavares       |
| 77 | Portogallo (bandiera)     | C     | Hugo Seco (capitano) |
| 79 | Portogallo (bandiera)     | C     | João Silva           |
| 91 | Portogallo (bandiera)     | P     | Bernardo Santos      |
| 98 | Portogallo (bandiera)     | P     | Carlos Alves         |
| 99 | Venezuela (bandiera)      | A     | Mario Rondon         |

## Rose delle stagioni precedenti
- 2011-2012
- 2014-2015
- 2015-2016
- 2016-2017